# Chris Rusin
Christopher Patrick Rusin (né le 22 octobre 1986 à Détroit, Michigan, États-Unis) est un lanceur gaucher des Rockies du Colorado de la Ligue majeure de baseball.

## Carrière

### Cubs de Chicago
Chris Rusin est drafté de l'Université du Kentucky par les Athletics d'Oakland au 23e tour de sélection en 2008 mais ne signe pas de contrat avec le club. Il retourne évoluer pour les Wildcats du Kentucky et devient un choix de quatrième ronde des Cubs de Chicago en juin 2009. 
Rusin fait ses débuts dans le baseball majeur comme lanceur partant des Cubs le 21 août 2012. Malgré une solide performance où il n'accorde qu'un seul point et un seul coup sûr en cinq manches au monticule, il subit la défaite face aux Brewers de Milwaukee. 
La moyenne de points mérités de Rusin s'élève à 4,97 en 108 manches et deux tiers lancées pour les Cubs de 2012 à 2014. Il effectue 20 départs au total et ajoute 4 présences en relève, remportant 4 victoires contre 9 défaites. 
À sa dernière année dans l'organisation des Cubs en 2014, il ne joue que 4 parties (toutes en relève) pour Chicago et passe presque toute l'année dans les ligues mineures. Le 7 mai dans la Ligue de la côte du Pacifique au niveau AAA, il lance un match sans point ni coup sûr pour les Cubs de l'Iowa dans une victoire de 3-0 sur les Zephyrs de La Nouvelle-Orléans. 

### Rockies du Colorado
Le 27 septembre 2014, il est réclamé au ballottage par les Rockies du Colorado.